# Wladimir Michailowitsch Lobaschow
Wladimir Michailowitsch Lobaschow (russisch Владимир Михайлович Лобашёв, englische Transkription Vladimir Lobashev; * 29. Juli 1934 in Leningrad; † 3. August 2011) war ein russischer Physiker, der sich mit experimenteller Teilchenphysik und Kernphysik befasste.

## Leben
Sein Vater Michail Jefimowitsch Lobaschow (1907–1971) war Professor für Genetik an der Staatlichen Universität Leningrad. Lobaschow studierte an der Staatlichen Universität Leningrad Physik mit dem Abschluss 1957. Danach war er bis 1972 am Physikalisch-Technischen Institut (Joffe-Institut) der Akademie der Wissenschaften der UdSSR und ab 1972 am Institut für Kernforschung (INR) der Akademie der Wissenschaften der UdSSR.
1963 wurde er promoviert und 1968 habilitierte er sich (russischer Doktortitel).
Er war seit 1970 korrespondierendes Mitglied der Akademie der Wissenschaften der UdSSR und seit 2003 volles Mitglied der Russischen Akademie der Wissenschaften. 1998 erhielt er den Bruno-Pontecorvo-Preis. Außerdem erhielt er den Leninpreis, den Humboldt-Forschungspreis und den Markow-Preis des INR.
1974 erhielt er für seine Experimente zur Paritätsverletzung und schwachen Wechselwirkung in Kernen den Leninpreis.

## Werk
Er ist einer der Autoren des Vorschlags der Messung der Elektron-Neutrinomasse über das Spektrum des Tritium-Betazerfalls, was im Troizker Neutrino-Experiment in den 1990er Jahren realisiert wurde (benannt nach dem Sitz des INR in Troizk (Moskau)). Das Experiment lieferte obere Schranken von etwa 2 Elektronenvolt für die Neutrinomasse. Verbesserte Experimente dieser Art sind in den 2000er Jahren in Karlsruhe im Aufbau (KATRIN).
Er ist auch für grundlegende Experimente der Messung der Paritätsverletzung in der Kernphysik bekannt. Eine Messmethode dazu über die Polarisation der Gammastrahlung bei Kernzerfällen schlug er schon in seiner Habilitation 1968 vor. Später maß er verschiedene kleine paritätsverletzende Effekte in Kernreaktionen mit thermischen Neutronen. Die kernphysikalischen Experimente waren ein wichtiger Beitrag der Etablierung der Universalität der schwachen Wechselwirkung.
Er suchte auch nach CP-Verletzung (T-Verletzung) in der Kernphysik, die aus dem Nachweis eines nicht verschwindenden permanenten elektrischen Dipolmoment (EDM) beim Neutron folgen würde. Seine Experimente dazu mit ultrakalten Neutronen lieferten einige der weltweit besten oberen Grenzen für einen solchen EDM. Außerdem experimentierte er zum Doppelten Betazerfall.
Er entdeckte einen neuen Effekt der Quantenelektrodynamik, die Drehung der Polarisationsebene von Photonen nahe polarisierten Elektronen.
Er war auch wesentlich an der Konzeption der Mesonenfabrik des Instituts für Kernforschung in Troizk beteiligt.
Von Lobaschew stammt auch die Idee der Beobachtung des direkten Zerfalls eines Myons in ein Elektron (Charged Lepton Flavor Violation, CLFV), ein seltener Effekt, der auf Physik jenseits des Standardmodells hinweisen würde und von supersymmetrischen Theorien vorhergesagt wird. Er wird am Mu2e-Experiment des Fermilab untersucht (2011).